# August Malmström
August Malmström (né le 14 octobre 1829 et mort le 18 octobre 1901) est un peintre et illustrateur suédois. Il a été professeur à l'Académie royale des arts de Suède de 1867 à 1894 et son directeur de 1887 à 1893.
Attiré par le courant gothiciste, il s'inspire dans ses peintures des thèmes de la mythologie nordique. Il est également connu pour ses tableaux mettant en scène des enfants, tels Grindslanten réalisé en 1885. Il a également été un illustrateur prolifique, collaborant avec plusieurs titres de presse et éditeurs littéraires.

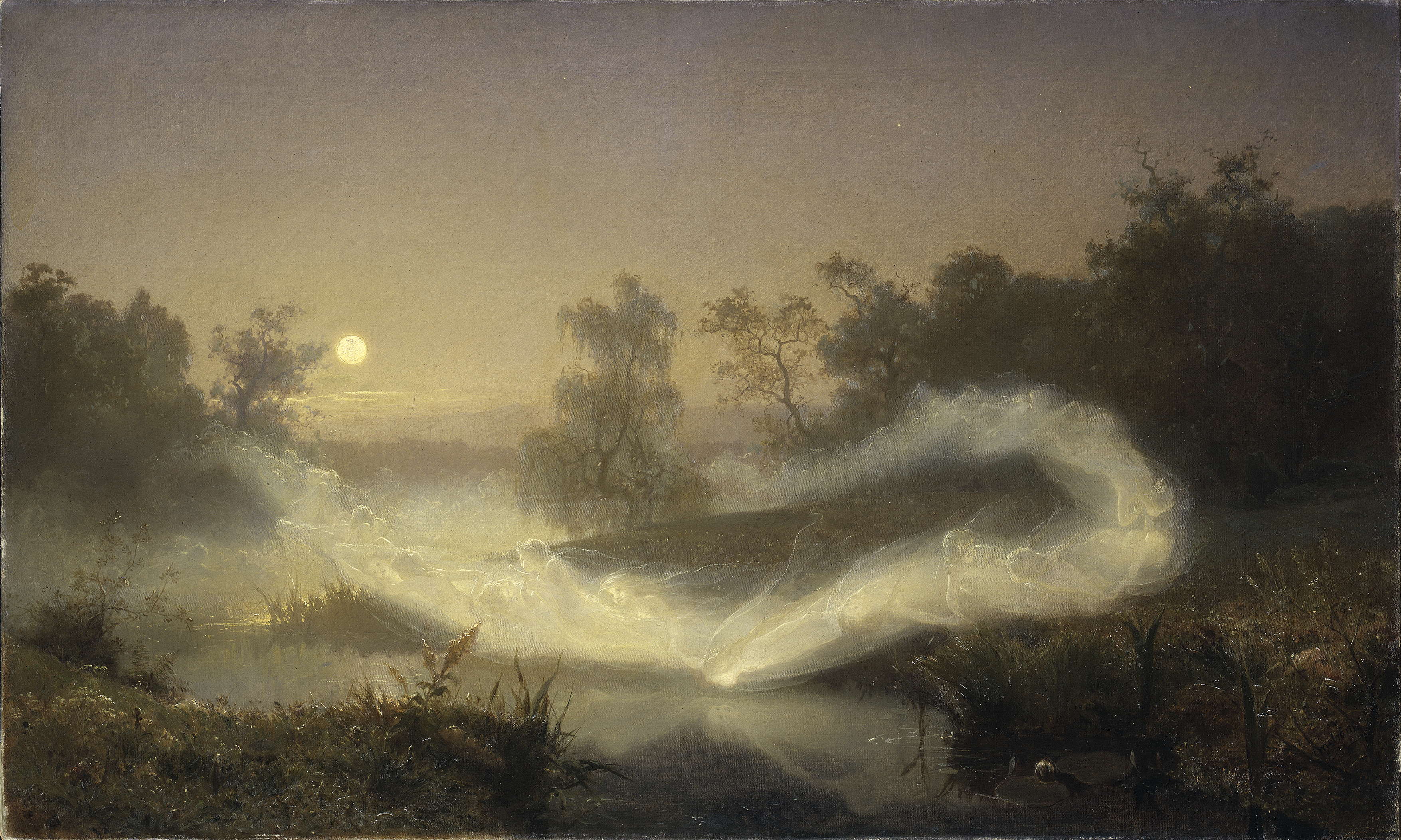
Des fées dansantes. August Malmström